# Blood Ties (film, 2013)
Pour les articles homonymes, voir Blood Ties.
Pour plus de détails, voir Fiche technique et Distribution.
Blood Ties ou Liens de sang au Québec est un thriller franco-américain écrit, produit et réalisé par Guillaume Canet, sorti en 2013. C'est une reprise du film Les Liens du sang de Jacques Maillot, sorti en 2008.
C'est une reprise des Liens du sang (2008) de Jacques Maillot (dans lequel Canet était un acteur) qui met en scène Clive Owen, Billy Crudup, Marion Cotillard, Matthias Schoenaerts, Mila Kunis et Zoe Saldana.
Le film est présenté au Festival international du film de Toronto 2013.

## Synopsis
À New York, en 1974, Chris est libéré de prison pour bonne conduite, après plusieurs années purgées à la suite d'un règlement de comptes meurtrier. Devant la prison, son jeune frère Frank, policier prometteur, est venu le chercher, plutôt à contrecœur. Plus que leurs choix de « carrières », c'est une rivalité très ancienne qui a séparé Chris et Frank. Leur père Léon les a élevés tout seul et a toujours eu une préférence affichée pour Chris, malgré toutes ses erreurs et ses crimes.
Frank espère malgré tout que son frère a changé et lui donne sa chance : il lui trouve un logement et un travail. Il l’aide même à renouer avec ses enfants et son ex-femme Monica. Mais Chris rencontre Natalie et, rattrapé par son passé, replonge dans ses anciens travers. Frank se sent définitivement trahi et raye son frère de sa vie. Il quitte la police et s’installe avec Vanessa, l'ex-compagne d’Antony Scarfo, un dangereux braqueur.

## Fiche technique
Sauf indication contraire, les informations mentionnées dans cette section peuvent être confirmées par la base de données cinématographiques IMDb,  présente dans la section « Liens externes ».
- Titre original et français : Blood Ties
- Titre québécois : Liens de sang[2]
- Réalisation : Guillaume Canet
- Scénario : Guillaume Canet et James Gray, d'après l'histoire de Jacques Maillot et Frank Urbaniok
- Direction artistique : Henry Dunn
- Décors : Ford Wheeler
- Costumes : Michael Clancy
- Photographie : Christophe Offenstein
- Montage : Hervé de Luze
- Musique originale : Yodelice
- Supervision musicale : Raphaël Hamburger et Anne-Sophie Versnaeyen
- Production : Alain Attal, Guillaume Canet, John Lesher, Hugo Sélignac et Christopher Woodrow
- Sociétés de production : Les Productions du Trésor, Worldview Entertainment (en), Caneo Films et Le Grisbi Productions, avec la participation de Canal+, Ciné+, France Télévisions, M6 et W9
- Sociétés de distribution : Lionsgate / Roadside Attractions (en) (États-Unis), Mars Distribution (France)
- Budget : 25 000 000 $[3]
- Pays d'origine : États-Unis, France
- Langues originales : américain, italien, espagnol
- Format : couleur - 2.35:1 - son Dolby
- Genre : thriller
- Durée : 127 minutes
- Dates de sortie[4] : 
  -  France : 20 mai 2013 (festival de Cannes 2013)
  -  France : 30 octobre 2013
  -  États-Unis : 21 mars 2014

## Distribution

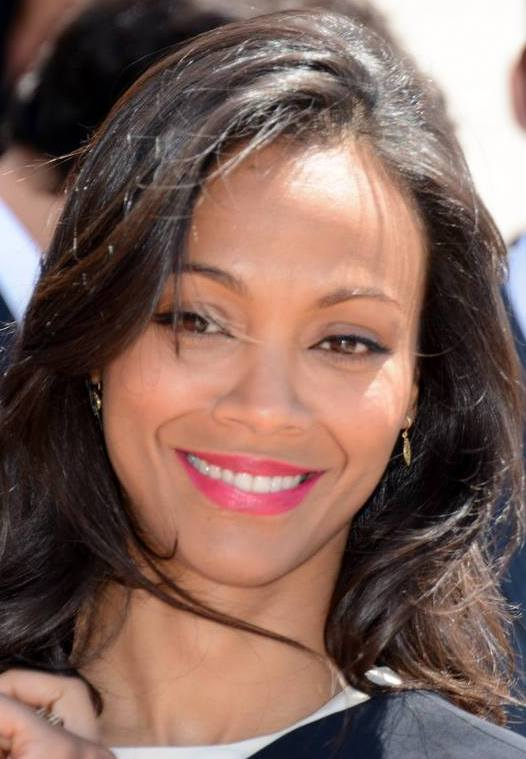
L'actrice américaine Zoe Saldana à la première du film au Festival de Cannes 2013.

- Clive Owen  (V. F. : Bruno Todeschini) : Chris Pierzynski
- Billy Crudup  (V. F. : Éric Caravaca) : Frank Pierzynski
- Marion Cotillard  (V. F. : elle-même) : Monica, l'ex-femme de Chris
- Mila Kunis  (V. F. : Clara Ponsot) : Natalie
- Zoe Saldana  (V. F. : Sara Martins) : Vanessa
- Matthias Schoenaerts  (V. F. : lui-même) : Anthony Scarfo
- James Caan  (V. F. : Georges Claisse) : Leon Pierzynski
- Noah Emmerich  (V. F. : Thibault de Montalembert) : Lt. Colon
- Lili Taylor  (V. F. : Carole Franck) : Marie Pierzynski
- Domenick Lombardozzi  (V. F. : Francis Renaud) : Mike
- Griffin Dunne  (V. F. : Didier Brice) : McNally
- Yul Vazquez : Fabio de Soto
- Charlie Tahan : Michael
- John Ventimiglia  (V. F. : Jacques Bouanich) : Valenti
- Jamie Hector  (V. F. : Alex Fondja) : Nick
- Eve Hewson : Yvonne
- Mark Mahoney (en) : Louis

Sources et légende : Version française (V. F.) sur le site Alterego75.fr (la société de doublage) et AlloDoublage

## Production

### Développement
À la suite de la sortie de Ne le dis à personne aux États-Unis, de nombreux producteurs et studios américains voulaient collaborer avec Guillaume Canet. Mais le Français refuse les propositions : « Je sais pertinemment qu’avec mon obsession de tout vouloir contrôler, je ne pourrais jamais réaliser un film pour un studio avec, derrière moi, un producteur qui m’explique ce que je dois faire à chaque plan ou tout au long du montage. »
Guillaume Canet est quand même séduit par l'idée de réaliser un film outre-Atlantique. Il cherche alors un sujet assez personnel. 
Il a alors l'idée de faire un remake américain de film Les Liens du sang de Jacques Maillot dans lequel il était acteur : « J’allais rejoindre mon ami, et directeur de la photo, Christophe Offenstein au ski. On est au tout début de l’année 2007. Et là, sans que je puisse expliquer pourquoi, Les Liens du sang me revient soudain à l’esprit. J’ai une relation particulière avec ce film. À l’époque, à la première lecture de son scénario, ce fut la toute première fois que j’ai eu envie de réaliser un film qu’on me proposait comme acteur. Pour autant, le tournage avait été un bonheur grâce à Jacques Maillot. Et j’avais beaucoup aimé le film. »
Guillaume Canet apprend cependant que Ridley Scott cherche également à en acquérir les droits. Dans le dossier de presse du film, Guillaume Canet raconte :

« Soudain, tout est remonté à la surface. Je me suis dit que je tenais là la bonne idée. Sauf que Ridley Scott cherchait alors à acheter les droits de remake. Il fallait donc aller très vite. Du coup, j’ai passé tout mon trajet en voiture à appeler les producteurs de LGM et mon agent américain. J’ai senti un emballement général et immédiat autour de ce projet. Tout est parti de là et le reste de l’aventure fut long et sinueux. »

— Guillaume Canet, dossier de presse de Blood Ties
Guillaume Canet obtient finalement les droits. Cependant, il bloque sur le fait d'écrire un scénario en anglais. Il rencontre alors le réalisateur James Gray, pour qu'il lui présente un coscénariste. Guillaume raconte que James Gray lui a répondu rapidement : « Sa réponse fut aussi courte que surprenante : “Moi” ! Surprenante car il n’avait jamais jusque-là écrit pour quelqu’un ».

### Attribution des rôles

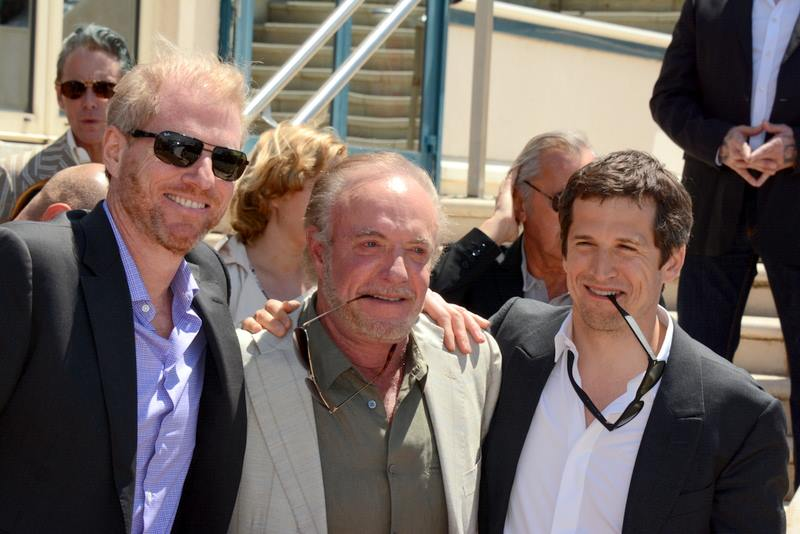
Noah Emmerich, James Caan et Guillaume Canet lors de la présentation du film au festival de Cannes 2013.

Mark Wahlberg était à l'origine intéressé pour tenir le rôle de Frank. Finalement, ayant tourné La nuit nous appartient de James Gray (coscénariste de Blood Ties) qui mettait déjà en scène deux frères, l’acteur a décidé de quitter le projet, qu'il trouvait trop similaire. Le réalisateur Guillaume Canet a alors pensé que cela provoquerait l'arrêt du projet : « L’existence même du film s'est trouvée menacée car il était bien évidemment financé en grande partie sur son nom. » Le rôle reviendra finalement à Billy Crudup.
Dans la version française, les deux acteurs principaux sont doublés par Bruno Todeschini et Eric Caravaca qui avaient déjà tous les deux incarné deux frères en froid dans Son frère de Patrice Chéreau.

### Tournage
Le film a été tourné à New York en 2012.

## Bande originale
| 1.  | New York Groove                  | Ace Frehley                   | 3:03 |
| 2.  | Sugar Baby                       | The Rubettes                  | 3:30 |
| 3.  | I'll Come Running Back to You    | Sam Cooke                     | 2:13 |
| 4.  | (And) Then He Kissed Me          | The Crystals                  | 2:34 |
| 5.  | Crimson and Clover               | Tommy James and the Shondells | 3:28 |
| 6.  | Vanessa                          | Yodelice                      | 0:54 |
| 7.  | At Seventeen                     | Janis Ian                     | 4:40 |
| 8.  | Chris' Demons (Ruby Mix)         | Yodelice                      | 1:01 |
| 9.  | Bad Girl                         | Lee Moses                     | 4:49 |
| 10. | Do What You Gotta Do             | Al Wilson                     | 3:19 |
| 11. | Chris' Demons (Cabane En Feu)    | Yodelice                      | 1:02 |
| 12. | Chris' Demons (Gun Tape Mix)     | Yodelice                      | 0:48 |
| 13. | In Ginnochio Da Te               | Gianni Morandi                | 3:10 |
| 14. | Chris' Demons (La Plage Mix)     | Yodelice                      | 0:44 |
| 15. | Truck Attack                     | Yodelice                      | 5:04 |
| 16. | When It's Sleepy Time Down South | Louis Prima                   | 4:13 |
| 17. | Money Is                         | Little Richard                | 4:26 |
| 18. | Take Inventory                   | The Isley Brothers            | 2:46 |
| 19. | Heroin                           | The Velvet Underground        | 7:10 |
| 20. | Grand Central (Mike Mix)         | Yodelice                      | 1:07 |
| 21. | Grand Central (Pursuit Mix)      | Yodelice                      | 1:31 |
| 22. | Grand Central (Main Theme)       | Yodelice                      | 3:31 |

## Sortie

### Box-office
| Pays ou région | Box-office      | Date d'arrêt du box-office | Nombre de semaines |
| -------------- | --------------- | -------------------------- | ------------------ |
| États-Unis     | 42 472 $        | 3 avril 2014               | 2                  |
| France         | 238 823 entrées |                            |                    |
| Mondial        | 2 415 472 $     |                            |                    |

Blood Ties a été un échec commercial, notamment en France où il ne réalise que 238 823 entrées et aux États-Unis où il n'enregistre que 42 472 dollars de recettes, pour un budget total de 25 millions d'euros.

## Distinctions

### Nominations
- Festival de Cannes 2013 : sélection hors compétition
- Festival international du film de Toronto 2013 : sélection « Gala Presentations »